# Hanna Fearns
Hanna Fearns (* 31. August 1966) ist eine deutsche Country- und Folksängerin mit deutsch-britischen Wurzeln. Fearns tritt mittlerweile auch als Singer-Songwriterin in Erscheinung. Ihr Musikstil wird vom Rolling Stone Magazine zwischen „Folk-Rock und Country noir“ beschrieben.

## Musikalischer Werdegang
Fearns lebte mehrere Jahre in Konstanz am Bodensee und gründete dort die Band Easy Country, die überwiegend Coverversionen spielte. Nachdem Fearns selbst mit dem Komponieren begann, benannte sich die Band in fearns um. Nach den LPs Impatient Heart (2002) und Fearns Live – Beyond Expectations (2008) löste sich die Band auf.
Hanna Fearns zog nach Köln und kam mit dem Produzenten Hubl Greiner in Kontakt, der die Idee eines Soloalbums begleitete. Seit 2013 arbeitet und tourt Fearns zusammen mit Ken Stringfellow, der von 1994 bis 2010 als Bassist und Sänger Mitglied von Big Star und ebenfalls bei R.E.M. zwischen 1999 und 2005 Tour- und Studio-Musiker war. Ihr erstes Soloalbum veröffentlichte Fearns 2014 unter dem Titel Sentimental Bones. Fearns 2018 veröffentlichtes Album trägt den Titel Turn on the light und beinhaltet sowohl Coverversionen als auch eigene Kompositionen. Das deutsche Rolling Stone Magazine urteilte hierzu: „Eine derart überzeugende Americana-Adaption hört man hierzulande selten.“

## Diskographie
Fearns
- 1998: Language of the moment (EP)
- 2002: Impatient Heart (LP 2002)
- 2008: Fearns Live – Beyond Expectations (Live-LP)

Hanna Fearns (Solo)
- 2014: Sentimental Bones (LP)
- 2018: Turn on the light (LP)